# Campoplex nigritarsus
Campoplex nigritarsus är en stekelart som beskrevs av Johann Ludwig Christian Gravenhorst 1829. Campoplex nigritarsus ingår i släktet Campoplex och familjen brokparasitsteklar. Inga underarter finns listade.